# Odessa (Delaware)
Odessa è un comune degli Stati Uniti, situata nella Contea di New Castle, nello Stato del Delaware. Secondo il censimento del 2000 la popolazione era di 286 abitanti. Originariamente il suo nome era Cantwell's Bridge, ma nel XIX secolo venne cambiato nell'attuale Odessa, come l'omonima città in Ucraina. Attualmente la città rientra nel registro del National Historic District.

## Geografia fisica
Secondo i rilevamenti dello United States Census Bureau, il comune di Odessa si estende su una superficie totale di 1,0 km², tutti quanti occupati da terre.

## Popolazione
Secondo il censimento del 2000, a Odessa vivevano 286 persone, ed erano presenti 84 gruppi familiari. La densità di popolazione era di 286 ab./km². Nel territorio comunale si trovavano 127 unità edificate. Per quanto riguarda la composizione etnica degli abitanti, il 94,06% era bianco, il 5,24% era afroamericano e il 0,35% proveniva dalle isole del Pacifico. Il restante 0,35% della popolazione apparteneva ad altre razze o a più di una. La popolazione di ogni razza proveniente dall'America Latina corrispondeva all'1,05% degli abitanti.
Per quanto riguarda la suddivisione della popolazione in fasce d'età, il 19,9% era al di sotto dei 18, il 5,9% fra i 18 e i 24, il 26,9% fra i 25 e i 44, il 29,4% fra i 45 e i 64, mentre infine il 17,8% era al di sopra dei 65 anni di età. L'età media della popolazione era di 42 anni. Per ogni 100 donne residenti vivevano 95,9 maschi.